# Chiesa di Santa Caterina (Bergamo)
La chiesa di Santa Caterina si trova in via Borgo Santa Caterina nella parte bassa della città di Bergamo. La parrocchia comprende la chiesa dedicata alla santa e il santuario della Madonna Addolorata.

## Storia
Alcuni atti notarili del 1280 citano prelati nominati per la chiesa intitolata a santa Caterina in quello che si chiamava vico Plorzano abitato già nel periodo romano come indicherebbero i resti di un antico tempio dedicato alla dea Pale dove poi sorse il convento di San Fermo. La chiesa ha quindi antiche origini. Risulta inoltre il presbiter ottobonus rettore della chiesa, presente al sinodo indetto dal vescovo Giovanni da Scanzo nel 1304. Non si conosce il motivo della scelta di intitolarla alla santa che risulta sia l'unica a lei dedicata su tutto la diocesi di Bergamo. Forse, la presenza di qualche cittadino alle crociate, o più facilmente, fu scelta per la sua protezione ai mugnai, in riferimento alla ruota del suo martirio, e la zona era ricca di mulini e vasai.
La chiesa dipendeva da quella di sant'Alessandro della Croce di via Pignolo, ottenendone l'autonomia il 14 marzo 1370. Nel 1528 don Giovanni Plebano d'Arravia fece costruire una nuova chiesa sostituendo quella precedente. Donato Calvi descrisse questa chiesa come molto bella e con quattro altari. Nella chiesa vi era la presenza della scuola del Santissimo Sacramento e il consorzio di santa Caterina, di cui si conserva nell'archivio parrocchiale lo statuto del 20 dicembre 1280. Il territorio comprendeva anche la chiesa di San Nicolao e quella di San Tomaso.
La chiesa originaria, fu ampliata forse in conseguenza alla grave distruzione del borgo da parte degli Sforza contro l'Albanese e Mariano da Leffe del 1513. Secondo Elia Fornoni ne andarono in mezzo case e torri. La nuova chiesa fu ampliata dal 1528 con la costruzione della torre campanaria nel 1535 e aveva un orientamento ovest-sud-ovest. Ce la descrive Donato Calvi il 6 ottobre 1602: ... del famoso è questa chiesa assai bella di moderna architettura, con quattro altari, all'uno dei quali vedasi la Concettione di M.V.del famoso pennello del Tintoretti, come pure in detta chiesa altre pitture di Lorenzo Lotto sono in muro figurante. Ha pulpito d'intaglio superfissimo, sopra qui la Quaresima di predica ogni festa e ogni venerdì.... Probabilmente l'affresco che il Calvi aveva attribuito al Lotto pur essendo di buona fattura dovrebbe essere di un Baschenis d'Averara. 

La migliore descrizione rimane quella degli atti della visita pastorale del 26 settembre 1575 di san Carlo Borromeo studiata poi da Angelo Roncalli che la cita come extra civitatem et suburbia Bergomi. Ci racconta di una chiesa con tre altari di cui uno dedicato al Santissimo. Vi era inoltre attigua la casa canonica, un orto e il cimitero ante ecclesiam che, sebbene aperto a tutti, era il luogo di sepoltura dei confratelli del consorzio di Santa Caterina, istituito il 27 dicembre 1279, che avevano anche un'aula a loro dedicata: super coemeterium fabbricata. L'allora parroco, Francesco Cremasco da Caravaggio detto Pecchio, offrì alla chiesa il portale, poi posto come ingresso laterale destro con la scritta FRANC. I CREMAS. I PAR. I AC PROT. I LIVERATLITATE XCVIII.
L'avvenimento miracoloso dell'apparizione dei tre raggi sull'affresco della Madonna Addolorata, avvenuto secondo la tradizione il 18 agosto 1602, fu un fatto importante per la parrocchia e per il borgo, che decise la costruzione del santuario dedicato alla Vergine. La benedizione della prima pietra avvenne l'11 luglio 1603 per opera del vescovo Giovanni Battista Milani.
Una nuova chiesa venne riedificata nel 1733 su progetto di Giovan Battista Caniana per volontà del parroco Marco Antonio Falco e a seguire di don Pier Antonio Muti, date le dimensioni non più adatte al crescere della popolazione del borgo. La costruzione fu concessa l'8 giugno 1725 dalla governo cittadino della Serenissima e il 18 settembre dal arciprete della cattedrale Andrea Zucco. L'atto notarile venne redatto il 19 settembre e conservato negli archivi diocesani. 
Con la riedificazione venne variato l'orientamento, l'asse direzionale fu spostato da sud a nord, mentre quello precedente era da ovest a est. Furono spostate molte opere nella nuova chiesa e la facciata costruita su due ordini soprapposti fu ornata dalla scultura nel 1735 opera di Antonio Maria Piravano. Il vescovo Antonio Redetti, il 2 marzo 1738 consacrò la chiesa, confermandole l'antico titolo di Santa Caterina vergine e martire. La lapide posta sotto il pulpito ricorda l'evento IL MARTII MDCCXXXVIII ILL MUS ET REV, MUS D.D. ANT. US REDETTI/EP. BERG. / TEMPLU HOC SOLLEMNI RITU SACRAVIT.
Negli anni si seguirono lavori di ultimazione sia della facciata che del campanile, con adeguamento degli impianti, e lavori di mantenimento.

## Descrizione

### Esterno
La chiesa è posta con la parte esterna che si espone direttamente sulla strada comunale del borgo. La facciata esterna si presenta su tre ordini divisi da due cornicioni, i primi due divisi da sei lesene in muratura con basamenti e capitelli in pietra artificiale. le statue furono realizzate da Antonio Maria Pirovano.

### Interno
L'interno della chiesa si presenta a un'unica navata che conserva ben 139 opere di artisti di notevole valore. Sull'abside vi sono tre tele di grandi dimensioni, al centro la tela Martirio di santa Caterina opera di Francesco Fontebasso del XVIII secolo, l'artista era allievo del Giovambattista Tiepolo che aveva lavorato a Bergamo e che aveva sicuramente lasciato allievi. A sinistra la tela Santa Caterina disputa con i filosofi pagani, lavoro di Gaetano Peverada. A destra  Santa Caterina visitata in carcere da Porfirio e dall'imperatrice Augusta opera di Pietro Roncalli.
L'altare maggiore è opera del 1759 dei fratelli Giuseppe e Caterina Caniana figli di Giovan Battista è in legno policromato, a cui furono aggiunti l'anno successivo due angeli a opera di Giovanni Antonio Sanz.L'organo è opera dei Serassi del 1780.
Sopra la porta d'ingresso sono conservate la tela proveniente dall'antica chiesa di san Tommaso di Gian Paolo Lolmo: Incredulità di san Tommaso, e opera di Marcantonio Cesareo del 1651 Madonna e santi. Il primo altare a destra d Carlo Ceresa la pala d'altare Vergine con il Bambino e i santi Giuseppe, Francesco e Carlo Borromeo. Il quadro era stato donato alla chiesa dal vescovo Gaetano Camillo Guindani, mentre in sagrestia sono conservate le tele sempre del Ceresa: Cristo che offre a santa Caterina da Siena le due corone d'oro e di spighe donato alla chiesa nel 1878, e il ritratto di Filippo Neri.
Di Francesco Polazzo sono le tele Crocifissione del 1753 e Predicazione di san Vincenzo. Vi sono inoltre opere di Francesco Fontebasso Martirio di Santa Caterina posta nella conca absidale, dove sono conervate e anche Dispauta di santa Caterina e Santa Caterina in carcere di Pietro Roncalli. Di Francesco Capella Annunciazione conservata come pala del secondo altare a destra. La Via Crucis composta da 14 stazioni è opera di Gaetano Peverada.
Le sagrestie realizzate nella seconda metà del Settecento sono ornate con gli affreschi di Vincenzo Angelo Orelli del 1761 Eliodoro cacciato dal tempio e santa con Croce e Calice potrebbe essere identificata in santa Elena.
La chiesa conserva molte opere d'arte alcune di autore ignoto.